# Grande Grande É a Viagem
Grande grande é a viagem é um  álbum  ao vivo de Fausto, editado em 15 de Outubro de 1999.

## Descrição do álbum
Disco duplo, gravado ao vivo no decurso de dois concertos de Fausto no Centro Cultural de Belém, em Lisboa, corria o mês de Abril de 1990. Grande grande é a viagem funciona como verdadeira colectânea  de Fausto Bordalo Dias de cujo percurso constava já, nesta altura, o indispensável "Por este rio acima" (1982).

## Faixas

### CD 1
1. "Intro CCB"  - 01:16
2. "Europa Querida Europa"  - 03:53
3. "Ao Som Do Mar E Do Vento"  - 04:23
4. "À Deriva Porto Rico"  - 04:47
5. "Todo Este Céu"  - 04:36
6. "Na Ponta Do Cabo"  - 04:45
7. "A Chusma Salva-se Assim"  - 05:41
8. "O Mar"  - 06:08
9. "Recado a Sofala"  - 05:18
10. "Garagalham Muito as Sarracenas"  - 04:05
11. "Os Navegados"  - 04:52

### CD 2
1. "Porque Não Me Vês"  - 05:07
2. "Por Este Rio Acima"  - 05:59
3. "Lembra-me um Sonho Lindo"  - 05:31
4. "A Voar Por Cima das Águas"  - 04:26
5. "A Guerra É a Guerra"  - 04:12
6. "Os Soldados de Baco"  - 04:41
7. "De um Miserável Naufrágio que Passámos"  - 02:48
8. "Lusitana"  - 02:36
9. "O Barco Vai de Saída"  - 05:09
10. "Foi Por Ela"  - 07:18
11. "Navegar Navegar"  - 04:58
12. "Rosalinda"  - 06:11